# Sandman (musikalbum)
Sandman är ett musikalbum av Harry Nilsson, lanserat 1976 på RCA Records. "Something True" släpptes som albumets enda singel, men gick obemärkt förbi. Albumet blev inte någon större försäljningsframgång och nådde plats 111 på Billboard 200-listan. Låten "Jesus Christ You're Tall" var en nyinspelning på en demoversion av samma låt som fanns med på Nilssons föregående album Duit on Mon Dei.

## Låtlista
(låtar utan angiven upphovsman skrivna av Harry Nilsson)
1. "I'll Take a Tango" (Alex Harvey) – 2:58
2. "Something True" (Nilsson, Perry Botkin, Jr.) – 2:54
3. "Pretty Soon There'll Be Nothing Left for Everybody" – 2:50
4. "The Ivy Covered Walls" – 3:15
5. "Here's Why I Did Not Go to Work Today" (Nilsson, Danny Kortchmar) – 4:05
6. "The Flying Saucer Song" – 6:40
7. "How to Write a Song" – 3:12
8. "Jesus Christ You're Tall" – 4:08
9. "Will She Miss Me" – 4:43